# The Last Dance (Steps)
The Last Dance è una raccolta del gruppo musicale britannico Steps pubblicato nel 2002.

## Tracce

### CD 1
1. Overture – 4:22
2. Too Busy Thinking About My Baby – 2:49
3. To Be Your Hero – 3:49
4. Baby Don't Dance (W.I.P. Radio Edit) – 3:51
5. Human Touch (W.I.P. Mix) – 3:59
6. I Know Him So Well – 4:14
7. Lay All Your Love On Me – 4:26
8. You'll Be Sorry (W.I.P. Radio Mix) – 4:08
9. Merry Xmas Everybody (W.I.P. Mix) – 3:10
10. Why? – 4:08
11. Mars And Venus (We Fall In Love Again) (W.I.P. Mix) – 3:59
12. Just Like The First Time (W.I.P. Mix) – 3:43
13. One for Sorrow (Sleaze Sisters Anthem Edit) – 4:15
14. Deeper Shade of Blue (Sleaze Sisters Anthem PA Edit) – 4:01

### CD 2
1. 5,6,7,8 [W.I.P. 2002 Remix] – 5:26
2. Tragedy [W.I.P. Reception Mix] – 6:57
3. Last Thing on My Mind [Wip't Up In The Disco Mix]  – 5:39
4. One for Sorrow [W.I.P. Mix] – 6:53
5. Better Best Forgotten [W.I.P. '99 Cream of Manchester Mix] – 6:16
6. Love's Got a Hold on My Heart [W.I.P. Off The Wall Mix] – 6:12
7. After The Love Has Gone [W.I.P. Mix] – 4:35
8. Deeper Shade of Blue [W.I.P. Mix] – 6:47
9. Summer Of Love [W.I.P. Remix] – 6:38
10. Stomp [W.I.P. Mix] – 6:08